# Exploramer
Exploramer est une institution muséale située à Sainte-Anne-des-Monts, dans la région administrative de la Gaspésie–Îles-de-la-Madeleine au Québec. L'espace intérieur de l'édifice du musée comprend un grand nombre d'aquariums qui présentent différents écosystèmes du fleuve Saint-Laurent.

## Historique

### Les débuts
C'est l'ancien député fédéral Charles-Eugène Marin qui fait l'annonce d'un projet de musée à Sainte-Anne-des Monts en 1993, un comité annemontois étant alors chargé de la réalisation du concept,. Les concepteurs du projet reçoivent vite l'aide de Parcs Canada et du Bureau fédéral de développement régional.
La mission de l'organisme est alors très large et touche autant l'interprétation maritime, la montagne et l'histoire de la Gaspésie. Les deux thématiques majeures du projet sont le tourisme en Gaspésie, présenté grâce à des îlots d'information, et l'aménagement de bassins interactifs présentant la faune et la flore marine ainsi que le fonctionnement des courants marins. À l'extérieur, une tour d'observation de dix-huit mètres permet aux visiteurs d'avoir une vue panoramique sur le fleuve.
Les coûts de la réalisation du « Centre Explorama Mer, Monts et Merveilles de la Gaspésie » sont évalués 4,3 millions de dollars. Les travaux de construction débute à l'été 1994, sur un site situé près du havre de Sainte-Anne-des Monts. Lors de l'ouverture en juin 1995, vingt-trois employés travaillent au centre dont le budget annuel d'opération est de 210 000 dollars. Il bénéficie d'une aide technique de 150 000 dollars de Parcs Canada qui assume le déficit d'opération des trois premières années évalué à 300 000 dollars.

### Virage vers les sciences marines en 2003-2004
L'organisme entreprend un virage en 2003-2004 et décide de concentrer ses activités « vers la muséologie et les sciences marines ». L'organisme, reconnu par le ministère de la Culture, des Communications et de la Condition féminine du Québec, axe désormais sa mission sur la sensibilisation des visiteurs à la « préservation et à la reconnaissance du milieu marin du Saint-Laurent dans l’environnement ».

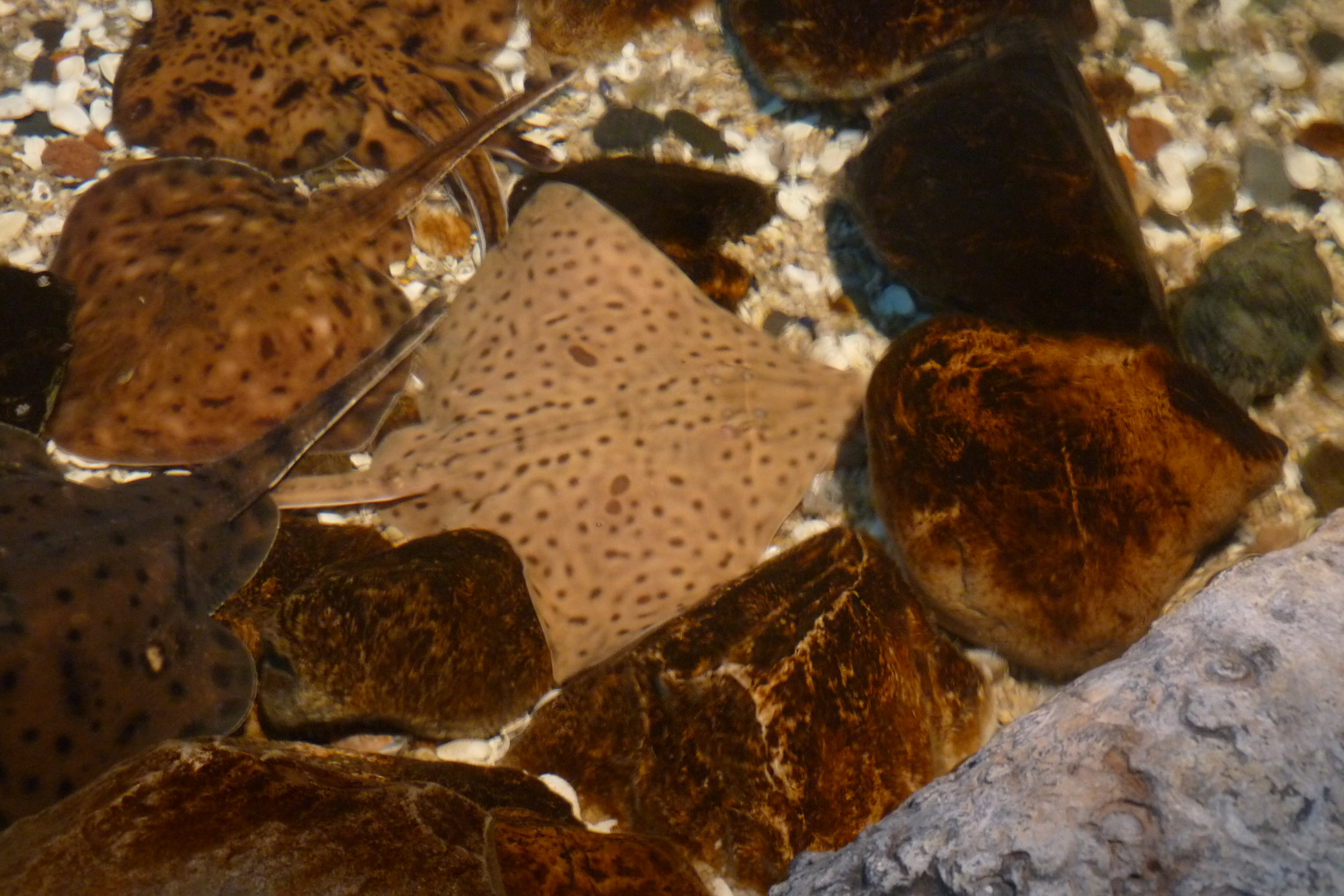
Le bassin des raies de l'exposition un jardin sous la mer.

Pour réaliser la transformation du musée, celui-ci reçoit une aide financière de 1,5 million de dollars canadiens de l'Agence de développement économique Canada en avril 2006 avec comme objectif de consolider l'offre touristique régionale et ces retombées sur l'emploi à Ste-Anne-des-Monts. Cette aide financière est versée pour permettre la réalisation du « concept de carrefour maritime ayant pour thème Le milieu marin du Saint-Laurent ».
Le projet du musée comporte trois volets soit l'ajout de nouvelles thématiques au centre d'interprétation grâce à des aquariums et des bassins, la réalisation d'un plan de commercialisation de ses activités et l'aménagement des espaces extérieurs du musée. Le concept d'interprétation que veut développer le musée comprend « l'imagerie subaquatique, les parcours de découvertes pour les enfants, les excursions en mer ainsi qu'une exposition permanente intitulée Un jardin sous la mer ». De plus, pour solidifier sa situation financière, le musée entreprend dès 2006 des démarches pour obtenir un financement récurrent de la part du gouvernement québécois.
En 2008, le succès obtenu par l'organisme à la suite du redéploiement de ses activités et la qualité de ses nouvelles expositions scientifiques sont soulignés par l'obtention de deux distinctions honorifiques soit un prix argent du tourisme québécois dans la catégorie des attractions touristiques de moins de 100 000 visiteurs et un prix d'excellence de la Société des musées québécois qui note entre autres les efforts du musée pour obtenir les fonds nécessaires à la réalisation du projet, la qualité de ces infrastructures d'accueil et la qualité de sa collection vivantes et de ses démonstrations scientifiques,.
En 2009, le musée lance le programme « Fourchette Bleue » qui vise à sensibiliser les poissonneries et restaurants de la Gaspésie à offrir à leurs clients des espèces de poissons moins connues permettant ainsi de diminuer la surpêche des espèces plus populaires. Cette initiative est récompensée en juin 2010 par l'obtention d'un « Phénix », une distinction environnementale québécoise.
Malgré ces succès et l'atteinte d'un sommet en termes de fréquentation touristique avec 17 000 visiteurs en 2009, le musée fait face à d'importantes difficultés financières liées à l'absence d'un financement récurrent de la part du ministère de la Culture et des Communications du Québec, ce qui oblige ses dirigeants à passer plus de temps « à quémander des fonds d'autres sources » qu'au développement de l'institution. Le musée reçoit bien une somme de 150 000 dollars par an depuis 2007, mais il n'a pas d'assurance d'une année à l'autre du retour de cette subvention.
En février 2010, devant l'absence d'une réponse positive de la part du gouvernement québécois, les dirigeants du musée annoncent qu'ils doivent mettre fin aux activités de l'organisme en mars 2010. La saison touristique 2010 du musée est finalement sauvée, l'organisme obtenant une aide financière ponctuelle de 250 000 dollars en juin 2010, les dirigeants du musée étant toujours à la recherche d'une solution de financement permanente,. La précarité financière de l'institution se poursuit en 2011, une nouvelle subvention ponctuelle lui permettant de poursuivre ses activités.

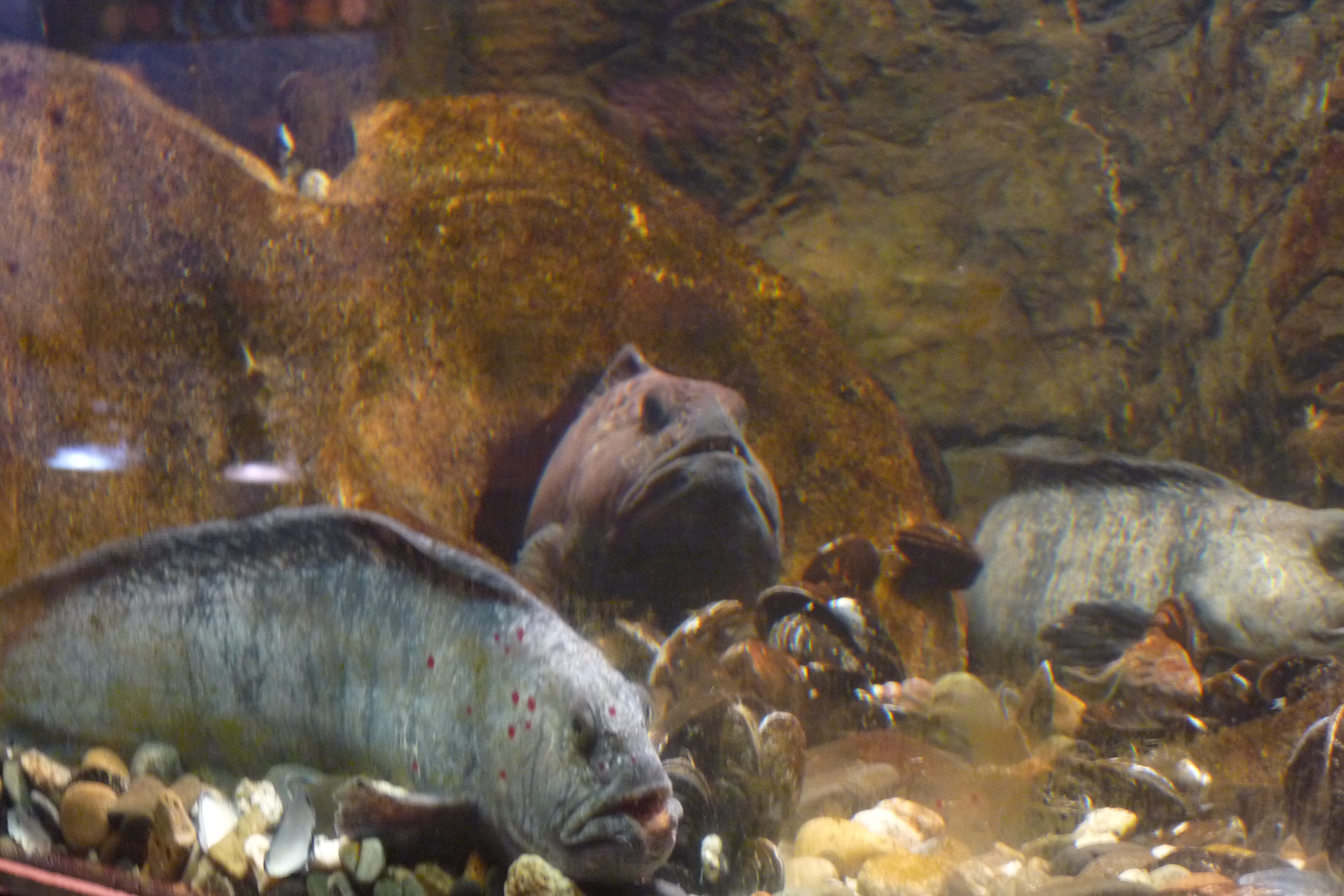
Aquarium de poissons de fonds d'Exploramer.

À la fin de 2011, le musée annonce un projet de relance évalué à 4 millions de dollars pour augmenter ses revenus, et qui lui permettrait de se doter d'un plus gros bateau d'excursion et d'agrandir ses aquariums afin d'y présenter « de plus gros spécimens marins ». D'autres améliorations prévues dans ce projet ont trait au renouvellement des expositions et à l'amélioration de la structure du bâtiment.
Le projet, ramené à 3,3 millions de dollars en 2012, serait réalisé en deux phases et financé à 10 % par le musée lui-même. Une première phase permettrait de remplacer le bateau d'excursion actuel du musée qui peut accueillir 18 passagers par un bateau plus grand ayant la capacité d'embarquer une trentaine de passagers et qui permettrait aussi de diminuer les coûts d'exploitation. La seconde phase du projet permettrait d'apporter des améliorations à la structure du bâtiment et la réalisation de rénovations telles que la toiture et la fenestration.

## Expositions, excursions et expérimentations marines

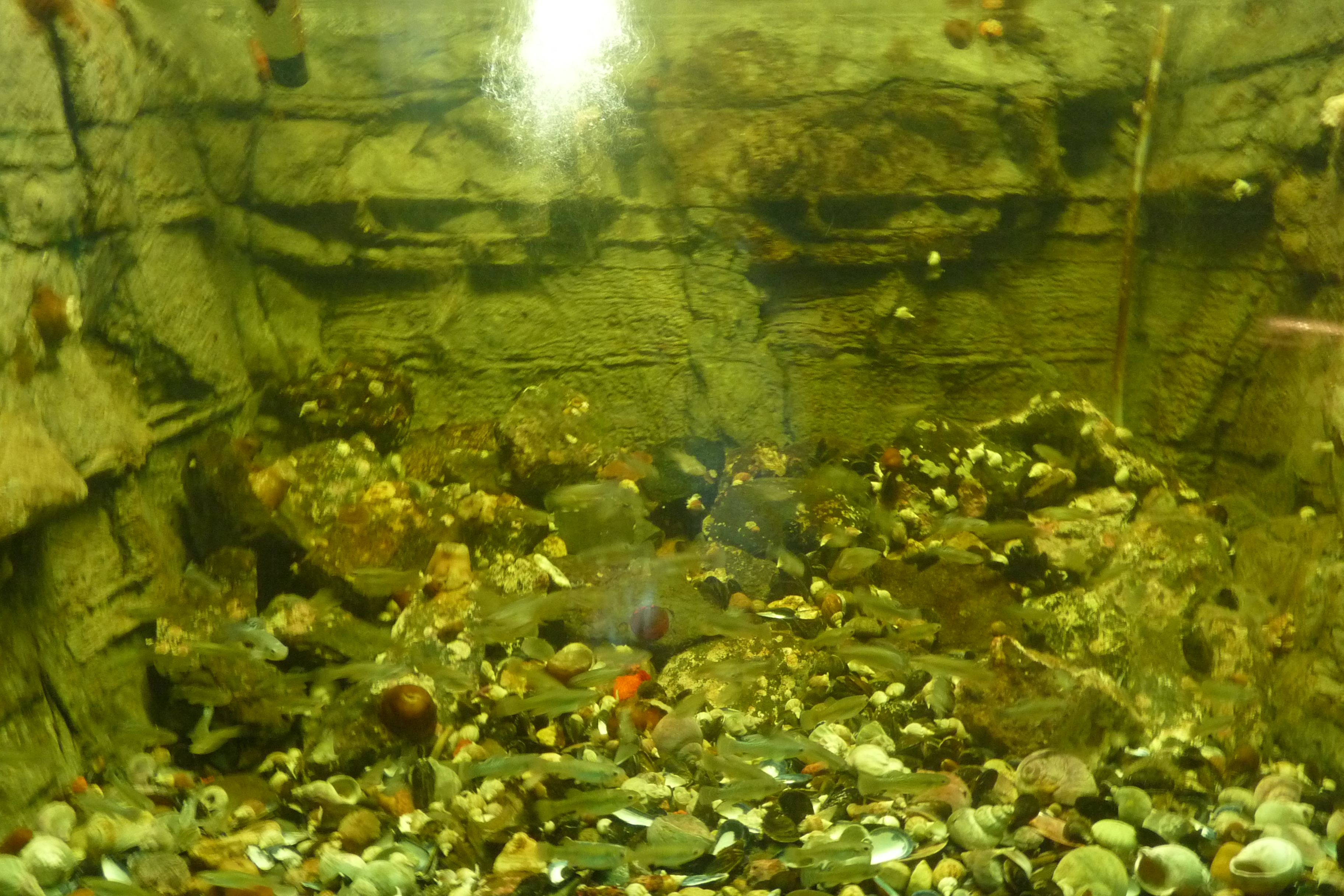
Aquarium des mollusques et crustacés.

L'exposition principale du musée, « un jardin sous la mer », est composée de plusieurs aquariums qui permettent de présenter la collection de poissons et d'organismes vivants assemblés pour simuler les écosystèmes marins du fleuve Saint-Laurent en mettant l'accent sur la notion de profondeur de chacun des écosystèmes. Sur le même étage du musée, les visiteurs sont mis en contact avec la faune marine par le biais de bassins tactiles simulant les cuvettes créées à marée basse. Les présentations s'effectuent en présence de guides naturalistes qui font découvrir les aspects scientifiques de la vie marine dans le fleuve,.
Le musée offre aussi aux visiteurs la possibilité de faire une excursion en mer sur un zodiac, de voir comment s'effectue la collecte de données scientifiques sur le fleuve ou encore d'assister à la remontée de casiers à crabes et à bourgots.
Depuis 2011, le musée convie les visiteurs à l'exploration du littoral du fleuve à marée basse en compagnie d'un guide pour y découvrir les espèces marines de la faune et de la flore qui vivent dans la zone intertidale,.

## Impacts économiques et touristiques
| Année | Visiteurs |
| ----- | --------- |
| 2005  | 10 952    |
| 2006  | 12 985    |
| 2007  | 14 912    |
| 2008  | 14 058    |
| 2009  | 16 512    |
| 2010  | 18 298    |
| 2011  | 18 478    |

La fréquentation du musée est en progression constante depuis sa réouverture en 2004 et avait doublée en 2009, année ou le musée a accueilli 17 000 visiteurs. La tendance à la hausse de l'augmentation de fréquentation de l'organisme a ralenti depuis, mais 18 478 personnes ont visité le musée en 2011. En 2017, 27 000 personnes ont visité Exploramer.
Même si le musée ne reçoit pas de budget de fonctionnement récurrent de la part des gouvernements canadiens et québécois et doit compter sur des ententes de financement ponctuelles pour boucler son budget, ce dernier a tout de même progressé de 590 000 dollars en 2009 à 750 000 dollars en 2012. Du budget de fonctionnement de 750 000 dollars de 2012, 260 000 dollars proviennent de subventions ponctuelles des divers paliers de gouvernement et de contribution de partenaires locaux et 500 000 dollars sont générés par les activités du musée.
L'organisme embauche une trentaine de personnes au plus fort de la saison estivale et emploi cinq personnes à plein temps.

## Prix et distinctions
- Prix Excellence 2008 de la Société des musées québécois pour son « projet global de développement menant à la naissance d’un nouveau complexe scientifique traitant de la biodiversité du Saint-Laurent »[7].
- Lauréat Argent des Grands Prix du tourisme québécois 2008 dans la catégorie « Attractions touristiques de moins de 100 000 visiteurs »[8].
- Phénix de l'environnement 2010 au Québec dans la catégorie « Consommation responsable » pour son programme « Fourchette Bleue »[9].
- Prix Industrie touristique en 2005 et 2007 au Gala de la Chambre de commerce de La Haute-Gaspésie;
- Prix Attraction touristique 2008 aux Grands Prix régionaux du tourisme, ATR de la Gaspésie;
- Prix Argent 2008, Attraction touristique de moins de 100 000 visiteurs, Grands Prix du tourisme;
- Prix Excellence 2008, Institution muséale (budget moins de 2 millions), Société des musées québécois;
- Prix tourisme durable 2010, Grands Prix du tourisme québécois;
- Phénix de l’Environnement 2010, ministère de l’Environnement;
- Prix québécois de l’Entreprise Citoyenne 2010, magazine l’Actualité;
- Prix Industrie touristique 2012 au Gala de la Chambre de commerce de La Haute-Gaspésie;
- Prix reconnaisse 2014, Conseil régional de l’environnement de la Gaspésie et des iles de la Madeleine;
- Prix Initiative et organisation de l’année 2019, Les Laurier de la Gastronomie québécoise.

## Affiliation
Exploramer est affilié à la société des musées québécois (SMQ), et fait partie du groupe des musées maritimes québécois dont la SMQ fait la promotion depuis 2011,.
Exploramer et Fourchette bleue sont reconnus, membres ou affiliés aux organisations suivantes :
- Association canadienne des centres de science;
- Association des musées canadiens;
- Association touristique régionale de la Gaspésie;
- Attractions incontournables de la Gaspésie;
- Collection d’expérience distinctives de Destination Canada;
- La Route de la morue;
- Musée joyeux de l’Association Mom’Art, La famille au musée (France);
- Québec maritime (marketing touristique hors-Québec);
- Réseau d’Urgence pour les mammifères marins;
- Réseau Québec maritime (chercheurs en océanographie);
- Société des musées du Québec;

Et plusieurs autres.